# Dysmicoccus darienensis
Dysmicoccus darienensis är en insektsart som beskrevs av Williams och Granara de Willink 1992. Dysmicoccus darienensis ingår i släktet Dysmicoccus och familjen ullsköldlöss.
Artens utbredningsområde är Panama. Inga underarter finns listade i Catalogue of Life.